# حجاب (اسم)
حجاب هو اسم علم مذكر ومؤنث من أصل عربي، ومعناه هو السترالحاجزك لما احتجب به، وستر المرأة.

## شخصيات تحمل الاسم
- حجاب الحازمي (1945 – )
- حجاب الشيرازي (خطاط إيراني)
- حجاب بن نحيت (أمير بني سالم من قبيلة حرب في نجد)
- حجاب بن نحيت (رجل أعمال وشاعر سعودي، 1944 – 26 أغسطس 2018)

## وصلات خارجية
- موسوعة السلطان قابوس لأسماء العرب نسخة محفوظة 5 أبريل 2019 على موقع واي باك مشين.